# Nostalgia, Ultra
Nostalgia, Ultra (Coverschreibweise nostalgia, ULTRA.) ist die Debütveröffentlichung des US-amerikanischen Contemporary-R&B-Musikers Frank Ocean. Das Werk ist als kostenloser Download sowie als CD erhältlich. Es wird überwiegend dem Genre Contemporary R&B zugeordnet. Obwohl Ocean zur Zeit der Veröffentlichung bereits einen Plattenvertrag besaß, erschien das Mixtape im Februar 2011 in Eigenveröffentlichung und ohne den Einfluss der Firma Def Jam Recordings.
Nachdem das Mixtape sich im Internet zu einem großen Erfolg entwickelte, wurden im Mai und Juni 2011 zwei Songs als Singles ausgekoppelt: Novacane und Swim Good. Während letztgenannte keine Chartplatzierung erhielt, stieg Oceans Debütsingle bis auf Rang 82 der US-Singlecharts.
Von Kritikern wurde das Mixtape als eine der besten Musikveröffentlichungen des Jahres gewertet. Als Folge dessen landete es auf zahlreichen Bestenlisten und wurde für einen BET Hip Hop Award nominiert.

## Hintergrund und Aufnahme
Das Schreiben der Musikstücke für Nostalgia, Ultra umfasste den Zeitraum von März bis Mai 2010. Die Aufnahme der komponierten Lieder erwies sich zunächst als schwierig, da Ocean dabei keinerlei Unterstützung von seiner Plattenfirma erhielt. Deshalb nahm er die Songs ohne Hilfe von Def Jam Recordings auf. Die Passivität des Unternehmens hatte zur Konsequenz, dass das Mixtape in Eigenveröffentlichung erschien.

## Titel und Illustration
Die Auswahl eines geeigneten Titels für das Mixtape bedurfte keiner größeren Überlegung. Der Titel stand kurz vor dem Ende des Masterings fest. Ocean empfand den Klang des Mixtapes als nostalgisch im Sinne einer Sehnsucht nach der Vergangenheit, weshalb er nostalgia (deutsch: Nostalgie) als ersten Teil des Titels wählte. Mit dem Zusatz Ultra (deutsch: radikal oder übermäßig) wollte Ocean die Modernität des Albums betonen. Die einzige Diskussion entfachte über der Frage, ob zwischen die beiden Worte ein Schrägstrich oder ein Komma zu setzen sein sollte, wobei sich Ocean für das Komma entschied.
Wie für Download-Veröffentlichungen nicht unüblich existiert auch ein Cover für das Mixtape. Auf diesem ist ein orangefarbener BMW M3 E30 zu sehen, der im Zeitraum von 1986 bis 1991 produziert wurde. Das Auto, welches in einem Wald steht, wurde von Ocean als sein Traumauto beschrieben. Weiter sagte er, dass er sich bereits seit seiner Kindheit für Autos interessiere.

## Veröffentlichung und Vertrieb
Um den genauen Veröffentlichungstermin des Mixtapes ranken sich einige Spekulationen. Während Ocean in einem Interview aus dem Juli 2012 den 16. Februar 2011 als genauen Termin angab, geht die breite Öffentlichkeit durchgängig von dem 18. Februar als Datum der Veröffentlichung aus. Ein Grund für die vorherrschende Verwirrung lässt sich nur schwer ausmachen, allerdings sagte Ocean in besagtem Interview auch, das sich erst zwei Tage nach der Erscheinen die Downloadzahlen dramatisch erhöhten. Möglicherweise resultiert das falsche Datum also aus der schleppend verlaufenden Verbreitung im Internet.
Mixtapes werden für gewöhnlich als kostenloser Download über das Internet vertrieben, je nach Künstler kommt jedoch auch eine kommerzielle Veröffentlichung infrage. Bekannte Musiker, die bereits eine gefestigte Ziel- und Käufergruppe sowie einen Plattenvertrag haben, fertigen in Ausnahmefällen auch CDs an und bieten diese dann zum Verkauf an. Da Ocean jedoch zur Zeit der Veröffentlichung von Nostalgia, Ultra weitestgehend unbekannt war und er seine Musik zudem ohne die Hilfe einer Plattenfirma veröffentlichte, existieren nur sehr wenige CD-Versionen des Mixtapes, da durch eine Internetveröffentlichung die Produktionskosten gering gehalten werden konnten.
Auf dem Frontcover des Mixtapes ist ein Parental-Advisory-Aufkleber. Dieser kennzeichnet Tonträger aus den USA, bei denen anstößige Texte zu erwarten sind und die deshalb als ungeeignet für minderjährige Konsumenten gelten.

## Titelliste
| #   | Titel                              | Produktion                                | Länge |
| --- | ---------------------------------- | ----------------------------------------- | ----- |
| 1.  | Streetfighter                      |                                           | 0:22  |
| 2.  | Strawberry Swing                   | Coldplay                                  | 3:55  |
| 3.  | Novacane                           | Tricky Stewart                            | 5:03  |
| 4.  | We All Try                         | Happy Perez                               | 2:52  |
| 5.  | Bitches Talkin’ (Metal Gear Solid) | Radiohead                                 | 0:22  |
| 6.  | Songs 4 Women                      | Happy Perez                               | 4:13  |
| 7.  | LoveCrimes                         | T-Wiz                                     | 4:00  |
| 8.  | Goldeneye                          |                                           | 0:18  |
| 9.  | There Will Be Tears                | Mr Hudson & T-Wiz                         | 3:15  |
| 10. | Swim Good                          | Midi Mafia                                | 4:17  |
| 11. | Dust                               | Bei Maejor & T-Wiz                        | 2:31  |
| 12. | American Wedding                   | James Fauntleroy II                       | 7:01  |
| 13. | Soul Calibur                       |                                           | 0:18  |
| 14. | Nature Feels                       | Andrew VanWyngarden & Benjamin Goldwasser | 3:43  |

Samples
- Strawberry Swing enthält ein Sample des gleichnamigen Liedes von Coldplay
- Bitches Talkin' (Metal Gear Solid) enthält ein Sample des Liedes Optimistic von Radiohead
- LoveCrimes enthält Ausschnitte eines Dialoges des Filmes Eyes Wide Shut
- There Will Be Tears enthält ein Sample des gleichnamigen Liedes des Musikers Mr Hudson
- American Wedding enthält ein Sample des Liedes Hotel California von den Eagles
- Nature Feels enthält ein Sample des Liedes Electric Feel von MGMT

## Inhalt
Das Album beginnt mit dem Lied Strawberry Swing, welches ein Sample des gleichnamigen Musikstücks der britischen Rockband Coldplay enthält. Der Titel wurde als äußerst atmosphärisch und einnehmend beschrieben und endet abrupt durch das Geräusch eines Weckers. Anschließend folgt das später als Single veröffentlichte Lied Novacane, ein Liebeslied, welches beklemmend wirkt und bei dem Ocean als Unzuverlässiger Erzähler fungiert. Der Liedtext erzählt die Geschichte eines Liebespaares, deren Beziehung auf Drogen basiert.
Die eigentliche Lied-Reihenfolge wird immer wieder durch verschiedene Interludes unterbrochen, die allesamt nach Videospielen benannt sind: Street Fighter, Metal Gear Solid, GoldenEye 007 und Soul Calibur. Diese verleihen dem Mixtape seine nostalgische Grundstimmung und wirken als Bindeglied zwischen den einzelnen Musikstücken.
Weiterhin folgt mit We All Try ein Song, in dem sich Ocean erstmals auch zu politischen Debatten äußert. Zum einen setzt er sich dabei mit Homosexualität in den Vereinigten Staaten auseinander. Mit den Worten I believe that marriage isn’t between a man and woman but between love and love. unterstützt er die Eheschließung zwischen gleichgeschlechtlichen Paaren, die in den USA nur in einigen wenigen Bundesstaaten gesetzlich erlaubt ist. Zum anderen teilt er auch seine Meinung zu der Pro-Choice-Bewegung mit, welche sich für das Recht von Frauen einsetzt, sich frei und legal für einen Schwangerschaftsabbruch zu entscheiden. Dabei wird durch den Verses I believe a woman’s temple, gives her the right to choose/ But baby don’t abort. deutlich, dass er dieses Recht zwar unterstütze, einer Abtreibung jedoch eher negativ gegenübersteht.
Nach dem politischen We All Try folgt mit Songs 4 Women ein Lied aus einer zurückhaltenden und beherrschten Perspektive, bei der Ocean oftmals auf andere Künstler wie Otis Redding, The Isley Brothers, Marvin Gaye und auch den Rapper Drake verweist. Lyrisch handelt der Titel von einem Mädchen, welches weniger an der Musik von Ocean als vielmehr an bekannten Künstlern wie Drake interessiert ist.
Neben der Nennung einiger bekannter Musiker aus Vergangenheit und Gegenwart tauchen vereinzelt auch Hinweise auf den US-amerikanischen Filmregisseur und Drehbuchautor Stanley Kubrick auf. Besonders oft Erwähnung findet dessen Film Eyes Wide Shut, bei dem ein Auszug aus einem Monolog der Figur Alice Harford, welche von Nicole Kidman dargestellt wurde, teilweise im Hintergrund des Liedes LoveCrimes zu hören ist. Kubrick ist neben LoveCrimes auch in Novacane Thema.
Anschließend folgt der Song There Will Be Tears, welcher ein Sample des gleichnamigen Liedes des britischen Sängers Mr Hudson enthält. Das als emotional beschriebene Musikstück handelt von Oceans Beziehung zu seinem Vater. Aus dem Liedtext geht dabei hervor, dass er keinerlei Bindung zu diesem hat. Das nächste Lied, welches auch als zweite Single veröffentlicht wurde, heißt Swim Good und handelt von starkem Liebeskummer. Es beschreibt teilweise sogar Suizidgedanken. Der Text erwähnt zudem den US-amerikanischen Schauspieler, Sänger und Tänzer Patrick Swayze, welcher 2009 verstarb.
Auf Swim Good folgt Dust, dessen Handlung durch einige Metaphern dramatisiert wird. Der Titel handelt von einer Bücherei, die genaue Thematik ist aufgrund der Metaphern jedoch nur schwer auszumachen. Als vorletztes Lied folgt American Wedding, welches ein Sample des Songs Hotel California der Band Eagles enthält. Der Titel ist als Rückblende erzählt und handelt von einer Ehe und einer anschließenden Scheidung. Das Mixtape endet mit Nature Feels, welches die humorvolle Seite Oceans in den Vordergrund rückt und weniger durch Ernsthaftigkeit als vielmehr durch seine Offenheit besticht. Das Lied enthält ein Sample von Electric Feel, einem Song der Indietronic-Band MGMT.

## Promotion

### Singles
Aus dem Mixtape wurden zwei Singles veröffentlicht: Novacane und Swim Good. Novacane stellte dabei Oceans Debütsingle dar und ist seit dem 31. Mai 2011 bei iTunes erhältlich. In Deutschland kann man sie seit dem 10. Juni desselben Jahres käuflich erwerben. Ein Musikvideo, welches von Nabil Elderkin gedreht wurde, kann seit Juli 2011 bei iTunes gekauft werden.
Die Single stieg im Juni in die Hot 100 Airplay des Magazines Billboard auf Platz 100 ein und erreichte wenige Wochen später mit Rang 60 seine Höchstposition. In den Billboard Hot 100 platzierte sich die Single im Juli in der ersten Woche auf Position 82, was auch seiner Höchstposition entspricht. Insgesamt hielt das Lied sich vier Wochen in den Charts. In Deutschland stieg der Titel nicht in die Hitlisten ein.
Als zweite Single erschien am 16. Juni Swim Good in den USA, erreichte jedoch abseits der Hot R&B/Hip-Hop Songs, wo sie Rang 70 erlangte, keine Chartplatzierung. In Deutschland ist das Lied seit dem 24. Oktober erhältlich. Das Musikvideo, welches am 16. September 2011 veröffentlicht und ebenfalls von Nabil Elderkin gedreht wurde, kann ebenfalls erworben werden.

### Tournee
Um das Mixtape und sein bevorstehendes Debütalbum zu promoten, begab sich Ocean im November 2011 auf eine kurze Konzerttournee mit sieben Auftritten. Ursprünglich geplant waren lediglich die ersten sechs Konzerte, wobei das letzte am 15. November in Los Angeles im El Rey Theatre stattfinden sollte. Aus gesundheitlichen Gründen musste jedoch bereits das zweite Konzert in New York City abgesagt werden, und auch die nachfolgenden Termine verschoben sich. Der ausgefallene Auftritt wurde auf den 27. November verschoben. Außerdem gab es ein weiteres Konzert im gleichen Saal, das einen Tag später stattfand.
| Datum             | Stadt       | Land               | Veranstaltungsort |
| ----------------- | ----------- | ------------------ | ----------------- |
| 5. November 2011  | New Orleans | Vereinigte Staaten | House of Blues    |
| 6. November 2011  | Amsterdam   | Niederlande        | Bitterzoet        |
| 8. November 2011  | Paris       | Frankreich         | Social Club       |
| 11. November 2011 | London      | England            | XOYO              |
| 15. November 2011 | Los Angeles | Vereinigte Staaten | El Rey Theatre    |
| 27. November 2011 | New York    | Vereinigte Staaten | Bowery Ballroom   |
| 28. November 2011 | New York    | Vereinigte Staaten | Bowery Ballroom   |

Die Konzerte fanden ohne Vorgruppe statt. Die Setlist änderte sich von Auftritt zu Auftritt, die Singles Novacane und Swim Good wurden jedoch bei allen Shows dargeboten. Andere Lieder wie LoveCrimes, Dust, American Wedding, Strawberry Swing und We All Try wurden bei einem Großteil der Konzerte gespielt. Zudem trug Ocean auch die Musikstücke No Church in the Wild und Made in America, die er zusammen mit Jay-Z und Kanye West aufgenommen hatte, das Lied I Miss You, welches er für Beyoncé viertes Studioalbum geschrieben hatte, sowie Thinkin Bout You vor. Zudem coverte er By Your Side von Sade Adu.
Die Kritiken für Oceans erste Solo-Auftritte überhaupt fielen durchschnittlich aus. Das Magazin Rolling Stone schrieb beispielsweise über das erste Konzert in New Orleans, dass der Sänger gelegentlich hilflos gewirkt habe. Durch seinen Gesang habe er die Zuschauer allerdings dennoch begeistern können. Bei MTV war man der Meinung, dass Ocean eindeutig eine gewisse Anlaufzeit benötigt habe; man wertete die Konzerte insgesamt jedoch als vielversprechenden Start. Die The New York Times zeigte sich später von Oceans erstem Auftritt in New York City am 27. November begeistert und bescheinigte ihm, ein vielseitiger Sänger zu sein.

## Erfolg

### Rezeption
Das Mixtape erhielt weitestgehend positive Kritiken und gilt als eines der besten Alben des Jahres 2011. Bei Metacritic, einer Website, die verschiedene Reviews zu einem Highscore zusammenfasst, erreichte es aus 100 möglichen Punkten einen sogenannten Metascore von 83 Bewertungseinheiten. Die Zahl basiert auf neun Rezensionen. Bei der The New York Times lobte man besonders den lässigen und präzisen Gesang, während Andy Kellman, der eine Zusammenfassung für Allmusic anfertigte, Ocean eine sehnsüchtige und zurückhaltende Perspektive auf die Handlungen seiner Lieder bescheinigte. In einer anderen Rezension wurde das Album als düster, verspielt, ein bisschen geschmacklos und absolut fesselnd beschrieben. Außerdem hieß es, dass das Mixtape sehr R&B-lastig sei und einige Höhepunkte zu bieten habe. Allerdings gebe es gleichzeitig auch einige weniger gelungene Musikstücke.

### Bestenlisten und Auszeichnungen
| Magazin/Website  | Position | Kategorie     |
| ---------------- | -------- | ------------- |
| Pitchfork Media  | 35       | Album/Mixtape |
| The Guardian     | 03       | Album/Mixtape |
| The A.V. Club    | 15       | Album/Mixtape |
| Robert Christgau | 04       | Album/Mixtape |
| Time             | 05       | Album/Mixtape |
| Complex          | 04       | Album         |
| Complex          | 02       | Mixtape       |

Obwohl das Mixtape kein kommerzielles Album darstellte, tauchte es am Ende des Jahres 2011 in zahlreichen Bestenlisten auf. Zudem wurde es bei den BET Hip Hop Awards 2011 in der Kategorie Best Mixtape nominiert, verlor jedoch gegen J. Cole und dessen Album Friday Night Lights.
Bei Pitchfork Media landete es auf Platz 35 in einer Liste der 50 besten Alben. Die britische Tageszeitung The Guardian platzierte es auf Rang drei und begründete die Entscheidung mit dem Mut, den Ocean in einigen seiner gesellschaftskritischen Liedern aufwenden musste. Auch beim A.V. Club, wo es Position 15 belegte, sowie bei Robert Christgau, der es auf Platz vier einstufte, erreichte es hohe Platzierungen. Das Nachrichtenmagazin Time, welches das Album auf Platz fünf seiner Jahresliste setzte, lobte besonders die persönliche Note, die Ocean etwa durch die Verwendung eines Dialoges aus dem Film Eyes Wide Shut schuf.

### Auswirkung

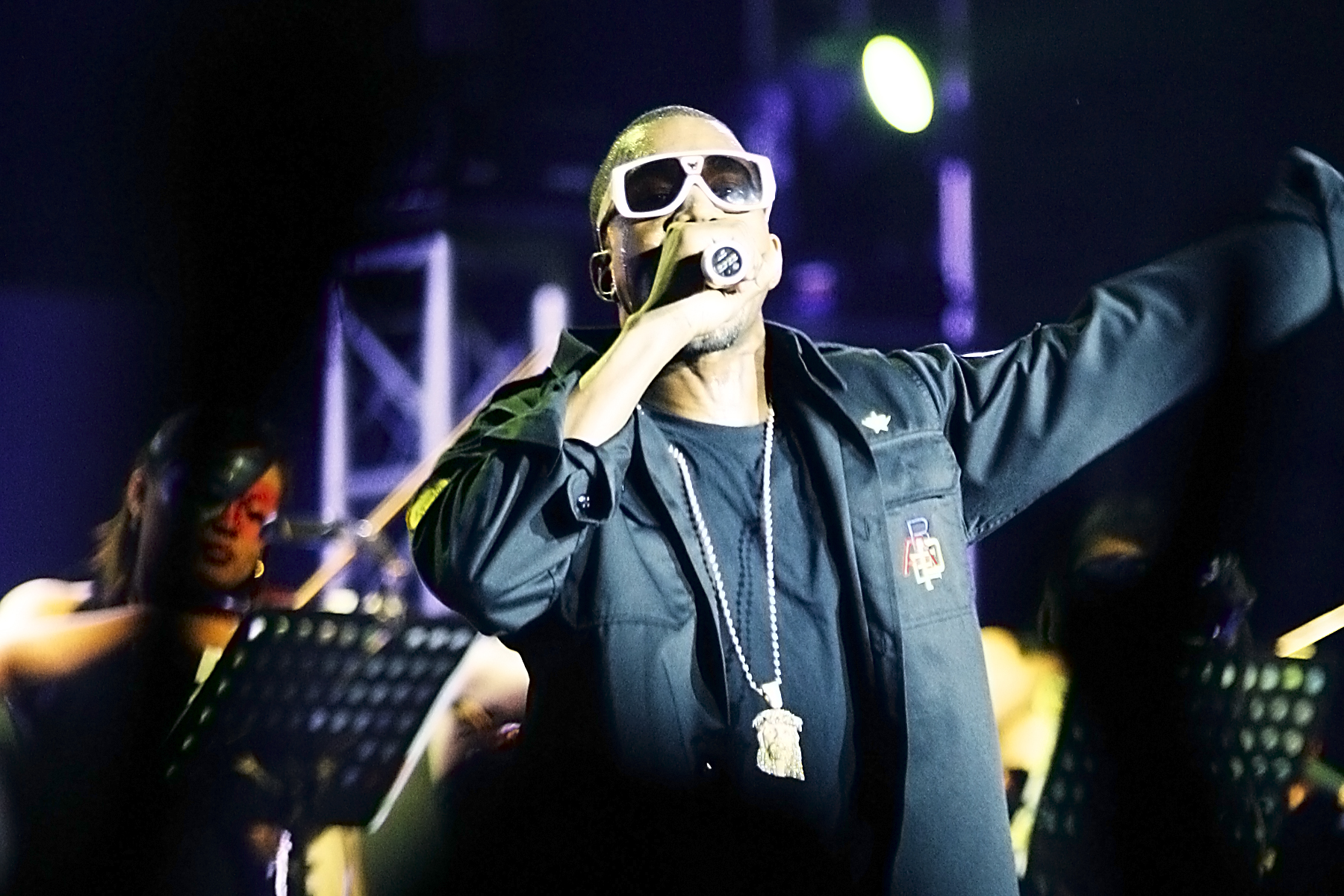
Ocean arbeitete mit Kanye West und Jay-Z an deren gemeinsamen Album Watch the Throne

Vor der Veröffentlichung des Mixtapes war Ocean nur wenigen Menschen ein Begriff, lediglich als Songwriter für andere Künstler hatte er sich bereits einen Namen gemacht. Durch Nostalgia, Ultra fand er schließlich innerhalb kürzester Zeit ein breiteres Publikum und es entwickelte sich eine Fangemeinde. Auch zahlreiche namhafte Musiker und Produzenten wurden auf ihn aufmerksam und äußerten sich vielfach positiv über seine Lieder. Einige von ihnen bekundeten sogar Interesse, in näherer Zukunft mit Ocean zusammenzuarbeiten. Unter ihnen war auch der US-amerikanische Hip-Hop-Künstler Kanye West, der damals gerade an einem gemeinsamen Album mit Rapper Jay-Z arbeitete. Er lud Ocean ein, sich an den Arbeiten für das Album zu beteiligen. Die Kooperation mündete in den beiden Liedern No Church in the Wild und Made in America, bei denen Ocean sowohl als Musiker als auch als Songwriter beteiligt war. Sie erschienen auf dem Album Watch the Throne. West offerierte Ocean auch, ihn bei den Arbeiten an seinem Debütalbum zu unterstützen. Dieses Angebot lehnte Ocean jedoch mit der Begründung ab, er wolle das Album ohne fremde Hilfe entwickeln. Neben seiner Kooperation mit Kanye West und Jay-Z beteiligte sich Ocean auch an den Alben 4 von Beyoncé und Life Is Good von Nas.
Neben der Aufmerksamkeit, die Ocean fortan als Solokünstler erhielt, steigerte sich auch der Bekanntheitsgrad der Gruppe Odd Future Wolf Gang Kill Them All, bei der er seit Ende 2009 Mitglied ist. Die Hip-Hop-Formation, die im März 2012 ihr Debütalbum veröffentlichte und von Rapper Tyler, The Creator angeführt wird, rückte durch den Erfolg ihres Mitglieds in das Blickfeld einiger Musik-Interessenten.

## Geplante Wiederveröffentlichung
Nach dem Erfolg des Mixtapes entschied Oceans Plattenfirma Def Jam Recordings im Mai 2011, eine kommerzielle Veröffentlichung in Form einer Extended Play in Angriff zu nehmen. Später wurde bekannt, dass die EP sieben Lieder umfassen wird und unter dem Namen nostalgia, LITE. erscheinen soll. Welche Musikstücke für die Veröffentlichung ausgewählt werden, wurde nicht bekanntgegeben, allerdings galten die beiden Singles Novacane und Swim Good als fester Bestandteil, während Frank Ocean dem Titel American Wedding aufgrund von andauernden Streitigkeiten bezüglich des verwendeten Audiosamples keinerlei Chance einräumte. Auch das Lied Acura Integurl, welches aus früheren Studiosessions stammt und lediglich auf der inoffiziellen Veröffentlichung The Lonny Breaux Collection zu finden ist sowie der Titel Whip Appeal, der aus verschiedenen Live-Auftritten bekannt ist, werden als mögliche EP-Tracks gehandelt. Des Weiteren nannte Ocean Strawberry Swing und Natural Feels, welche bereits auf nostalgia, ULTRA. erhältlich sind, als Kandidaten. Als Veröffentlichungstermin wurde zunächst der 26. Juli 2011 angestrebt, wenige Tage zuvor verwarf Def Jam Recordings jedoch diesen Plan und strich die Wiederveröffentlichung aus unbekannten Gründen. Erst im März 2012 äußerte sich das Label erneut zu dem Thema und gab bekannt, dass die EP überhaupt nicht erscheinen werde.

## Kontroverse
Das Musikstück American Wedding geriet aufgrund des verwendeten Audiosamples aus dem Lied Hotel California der US-amerikanischen Rockband Eagles in den Mittelpunkt einer medialen Diskussion. Don Henley, Mitglied der Eagles, gab in einem Statement bekannt, dass Ocean die Melodie von Hotel California illegal verwendet habe und man überlege, gerichtlich gegen ihn vorzugehen. Als Folge des drohenden Gerichtsverfahrens wurde der Song weitgehend aus dem Internet entfernt und von Video-Portalen wie beispielsweise YouTube gelöscht. Ocean reagierte auf die Vorwürfe mit der Behauptung, dass die Verwendung der Melodie lediglich eine Hommage an die Musikgruppe sei. Außerdem hielt er fest, dass das Lied keinerlei kommerziellen Charakter besitze, da es für ein Mixtape verwendet wurde, welches kostenlos im Internet herunterzuladen sei. Letztlich kam es nicht zu einer Klage, allerdings erteilten die Eagles auch keine Erlaubnis, das Lied live vorzutragen. Als Konsequenz der Streitigkeiten wird das Musikstück heute nicht mehr zum Download angeboten.